# Gary Albright
Gary Mitchell Albright (North Kingstown, 18 maggio 1963 – Hazleton, 7 gennaio 2000) è stato un wrestler statunitense.
Fu conosciuto per il periodo trascorso in Giappone, prima con l'UWF International (UWFi), e poi con l'All Japan Pro Wrestling (AJPW). Nella AJPW vinse per due volte il World Tag Team Champion. Lottò anche in Canada nella Stampede Wrestling.
Affermato lottatore di lotta libera, Albright trasfuse la sua esperienza nel suo stile di wrestling professionistico, utilizzando molti suplex e lanci durante la sua carriera, guadagnandosi il soprannome "Master of Suplex".
Albright era imparentato con la celebre famiglia Anoa'i, storica dinastia legata al mondo del wrestling. La sua vedova, Monica, è la figlia di Afa Anoa'i.
Il 7 gennaio 2000, Albright collassò sul ring durante un match di wrestling. Pochi minuti dopo fu dichiarato morto. La causa del decesso venne in seguito indicata in infarto del miocardio.

## Wrestling studentesco
Albright nacque a Rhode Island e cominciò ad allenarsi nella lotta mentre era alle scuole superiori. Lottò presso la Billings West High School di Billings, Montana. Gary vinse vari titoli nel freestyle e nella lotta greco-romana: Three-time All-American, Big Eight Champion, Big Eight All-Academic Team, componente della squadra olimpica statunitense dal 1981 al 1984, National Open Freestyle Champion nel 1982, World Greco-Roman Elite Champion nel 1981; inoltre è stato campione dello Stato del Nebraska (con un record di 55-2), ed ebbe un record di 112-19-4 (dal 1981 al 1986) alla University of Nebraska.

## Carriera nel wrestling professionistico

### Stampede Wrestling (1988–1989)
Dopo il college cominciò ad allenarsi al wrestling professionistico, ricevendo consigli da celebri veterani come Lou Thesz, Billy Robinson e Danny Hodge. Nel 1988 fu messo sotto contratto dalla canadese Stampede Wrestling di Stu Hart. Egli era stato segnalato alla famiglia Hart da Brian Pillman che conosceva Albright attraverso una conoscenza comune. Cominciò come wrestler face ma successivamente i promoter decisero che avrebbe funzionato meglio come heel.
La gimmick di Albright fu cambiata in quella di Vokhan Singh,  un lottatore pakistano di Karācī. Fu quindi messo in coppia con Makhan Singh (Mike Shaw) per formare il tag team "Karachi Vice". Albright & Shaw erano guidati da Gama Singh (originario dell'India), fondatore della fazione Karachi Vice, e la stable includeva anche Steve DiSalvo e Kerry Brown. I due colossi formavano una coppia formidabile e riscossero successo, sconfiggendo i British Bulldogs per il titolo Stampede International Tag Team Championship il 30 dicembre 1988. Restarono campioni in carica per quattro mesi prima di cedere le cinture a Chris Benoit & Biff Wellington l'8 aprile 1989. La Stampede chiuse i battenti alla fine del 1989.

### Federazioni varie (1989–1991)
Albright finì per lavorare ad un paio di tournée in Sud Africa, nella USWA, e facendo apparizioni in WCW (World Championship Wrestling), New Japan Pro-Wrestling e varie altre federazioni indipendenti nel periodo 1989-1991.

### UWF International (1991–1995)
Grazie a Bruce Hart, ottenne un contratto con la Union of Wrestling Forces International, conosciuta anche come UWF International o UWFi. La UWFi era una compagnia di wrestling "shoot". Ciò significava che presentavano un prodotto sul ring incentrato su colpi, suplex e sottomissioni apparentemente legittimi, ma come tutto il wrestling professionistico il risultato finale era predeterminato.
Albright debuttò nella UWFi il 24 agosto 1991, mettendo KO Yoji Anjoh in 7 minuti e 29 secondi. La corporatura imponente di Albright e il suo background nella lotta greco-romana facevano sembrare i suoi suplex davvero impressionanti e di solito, veniva ammonito per vincere sempre mettendo KO i suoi avversari con brutali German suplex ritenuti troppo pericolosi. L'apice del periodo iniziale di Gary Albright nella UWFi arrivò l'8 maggio 1992 quando mise KO Nobuhiko Takada con il suo caratteristico German suplex alla Yokohama Arena davanti a un pubblico di 14,000 spettatori. Takada era la stella della federazione, e averlo sconfitto fu per Albright la conferma del suo status di top contender nella UWFi. La sua striscia di vittorie proseguì sia nella divisione singola sia in quella tag team nell'estate del 1992, sconfiggendo avversari quali "Bad News" Brown. Fu proprio Takada ad interrompere la sua imbattibilità infliggendogli una sconfitta per sottomissione il 21 settembre 1992.
Dopo la sconfitta con Takada, la sua posizione nella compagnia cominciò a scadere, e con l'arrivo di Super Vader, Albright fu soppiantato nel ruolo di top gaijin. In seguito in coppia con Dan Severn, perse contro Salman Hashimikov & Vladimir Berkovich. Hashimikov costrinse Severn a cedere per dolore nel corso del primo PPV UWFi trasmesso in America, Shootfighting. Nel 1994 partecipò al torneo "Best of the World". Nel primo round mise KO Billy Scott in 2 minuti e 11 secondi. Quindi sconfisse Yoji Anjoh nel secondo round e avanzò in semifinale con Nobuhiko Takada. Il 10 giugno 1994 alla Nippon Budokan, fu da questi sconfitto per sottomissione nel main event. Il 18 agosto sconfisse Kiyoshi Tamura finendo il torneo al terzo posto.
Con Albright terzo classificato e Vader che sconfiggendo Takada vinse il torneo, la UWFi iniziò a promuovere un incontro tra Vader e Albright come un "dream match". Preparandosi al match singolo per il titolo, i due si affrontarono in un paio di incontri di tag team che precedettero il grande evento. L'8 ottobre 1994, Albright costrinse Vader a cedere per dolore nel corso di un tag team match, poi il 30 novembre 1994, sottomise anche Takada. Il "dream match" ebbe finalmente luogo il 16 gennaio 1995, e vide prevalere Vader dopo 11:25 di lotta.
Durante il 1995 la UWFi cominciò ad avere dei problemi finanziari. Il 17 maggio 1995 Albright fu sconfitto da Masahito Kakihara. Il 18 giugno 1995 egli avrebbe dovuto perdere con Kiyoshi Tamura, ma il match lo vide ignorare le indicazioni dell'arbitro e successivamente stendersi al tappeto non facendo nulla per opporsi alla presa di sottomissione da parte di Tamura che lo fece cedere. Non è ben chiaro se il comportamento di Albright fosse o meno parte di una storyline. Qualche mese dopo la UWFi annunciò un accordo di collaborazione con la New Japan Pro-Wrestling e Albright lasciò la promozione, firmando per la All Japan Pro Wrestling.

### All Japan Pro Wrestling (1995–1999)
Il 25 ottobre 1995 fu sconfitto da Toshiaki Kawada. Quindi fece coppia con Stan Hansen nel tour successivo e la coppia finì terza nella World's Strongest Tag Determination League. Il 24 gennaio 1996 Albright & Hansen sconfissero Toshiaki Kawada & Akira Taue vincendo il World Tag Team Championship, ma persero i titoli un mese dopo nel rematch. Il 2 marzo 1996 Albright sfidò Mitsuharu Misawa per il Triple Crown Heavyweight Championship, ma senza successo. Misawa vinse per schienamento conservando la cintura.
In coppia con Sabu finì ultimo nella World's Strongest Tag Determination League di quell'anno, racimolando solo 6 punti nel torneo con sole 3 vittorie.
Il periodo di Albright nella AJPW raggiunse l'apice all'inizio del 1997 quando fece coppia con "Dr. Death" Steve Williams e Lacrosse, formando la stable denominata "Triangle of Power". Albright & Williams finirono terzi nella World's Strongest Tag Determination League in dicembre, e prima di questo risultato, conquistarono il World Tag Team Championship. I due divennero una forza dominante nella compagnia, sconfiggendo avversari di prestigio come Mitsuharu Misawa e Jun Akiyama. Albright & Williams furono la principale coppia gaijin nel corso del primo pay-per-view AJPW svoltosi al Tokyo Dome il 1º maggio 1998, che vendette 58.300 biglietti e fu il terzo spettacolo con il maggior incasso nella storia della AJPW. Nello show Williams & Albright sconfissero Masahito Kakihara & Yoshihiro Takayama.
Albright divenne il leader del Triangle of Power dopo che Williams lasciò la federazione per passare alla WWF nel giugno 1998, e Lacrosse lasciò il personaggio; i loro rimpiazzi furono Yoshihiro Takayama e Masahito Kakihara, due ex wrestler UWFI che Williams & Albright avevano sconfitto in pay-per-view il mese prima.Nonostante abbia avuto un discreto successo nel 1997 e nella prima metà del 1998, Albright si ritrovò di nuovo nel mid card e la sua nuova fazione non venne promossa abbastanza. Fece coppia con Giant Kimala nell'edizione 1998 della World's Strongest Tag Determination League, vincendo solo un incontro.
Nel 1999 prese parte ai feud con Bart Gunn, Johnny Ace, Stan Hansen e Big Van Vader. Tuttavia, alla fine del 1999 il suo status nella compagnia si era molto ridimensionato. Vinse il suo ultimo match nella All Japan il 3 dicembre 1999, sconfiggendo Masao Inoue in 8 minuti e 35 secondi.

### Extreme Championship Wrestling (1996)
Nel dicembre 1996 fece un'unica singola apparizione nella statunitense Extreme Championship Wrestling, sconfiggendo Rick Rage all'evento Holiday Hell.

## Morte
Il 7 gennaio 2000, mentre stava lottando contro Lucifer Grimm ad un show della World Xtreme Wrestling a Hazleton, Pennsylvania, collassò improvvisamente al tappeto. Un preoccupato Grimm se lo fece rotolare sopra per finire il match, dopo di che colleghi lottatori e addetti al ring cercarono di rianimarlo. Albright fu dichiarato morto poco dopo essere stato rimosso dal ring.
La causa ufficiale della morte venne indicata come attacco di cuore. I medici legali scoprirono inoltre che Albright soffriva di diabete, aveva un cuore ingrossato e diverse arterie coronarie ostruite. Poiché venne stabilito che Albright era morto per cause naturali, la polizia non fu mai coinvolta nella questione.
Tre mesi dopo il decesso, si tenne in suo onore il Gary Albright Memorial Show, promosso da WXW, World Wrestling Federation e All Japan Pro Wrestling. L'amico The Rock aprì lo show rendendogli omaggio.

## Personaggio
Mosse finali
- Bridging dragon suplex[28]
- Bridging German suplex[28]
- Powerbomb

Manager
- Gama Singh

Soprannome
- "Master of Suplex"

## Titoli e riconoscimenti
Wrestling professionistico
- All Japan Pro Wrestling
  - World Tag Team Championship (2) - con Stan Hansen (1) e "Dr. Death" Steve Williams (1)
- George Tragos/Lou Thesz Professional Wrestling Hall of Fame
  - Classe del 2023
- Pro Wrestling Illustrated
  - 74º tra i migliori 500 wrestler singoli nei PWI 500 del 1995[29]
  - 259º tra i migliori 500 wrestler singoli durante i PWI Years del 2003[30]
- Stampede Wrestling
  - Stampede International Tag Team Championship (1) - con Makhan Singh
- Wrestling Observer Newsletter
  - Rookie of the Year (1988)